# Гончаров Олександр Сергійович
Гончаров Олександр Сергійович (27 березня 1959 — 19 червня 1990) — радянський хокеїст на траві.
Бронзовий призер Олімпійських Ігор 1980 року.